# Гваргвале
Гваргвале (фр. Guargualé, корс. Guargualè) — коммуна во Франции, находится в регионе Корсика. Департамент коммуны — Южная Корсика. Входит в состав кантона Тараво-Орнано. Округ коммуны — Аяччо.
Код INSEE коммуны — 2A132.

## Население
Население коммуны на 2008 год составляло 118 человек.
| 1962 | 1968 | 1975 | 1982 | 1990 | 1999 | 2008 |
| ---- | ---- | ---- | ---- | ---- | ---- | ---- |
| 145  | 166  | 146  | 104  | 69   | 109  | 118  |

## Экономика
В 2007 году среди 69 человек в трудоспособном возрасте (15—64 лет) 38 были экономически активными, 31 — неактивными (показатель активности — 55,1 %, в 1999 году было 43,1 %). Из 38 активных работали 26 человек (15 мужчин и 11 женщин), безработных было 12 (8 мужчин и 4 женщины). Среди 31 неактивных 1 человек был учеником или студентом, 13 — пенсионерами, 17 были неактивными по другим причинам.
В 2008 году в коммуне насчитывалось 44 облагаемых налогом домохозяйств, в которых проживали 71 человек, медиана доходов составляла 15 144 евро на одного человека.